# Levasy (Misuri)
Levasy es una ciudad ubicada en el condado de Jackson en el estado estadounidense de Misuri. En el Censo de 2010 tenía una población de 83 habitantes y una densidad poblacional de 53,23 personas por km².

## Geografía
Levasy se encuentra ubicada en las coordenadas 39°8′7″N 94°7′41″O / 39.13528, -94.12806. Según la Oficina del Censo de los Estados Unidos, Levasy tiene una superficie total de 1.56 km², de la cual 1.56 km² corresponden a tierra firme y (0%) 0 km² es agua.

## Demografía
Según el censo de 2010, había 83 personas residiendo en Levasy. La densidad de población era de 53,23 hab./km². De los 83 habitantes, Levasy estaba compuesto por el 97.59% blancos, el 0% eran afroamericanos, el 0% eran amerindios, el 0% eran asiáticos, el 0% eran isleños del Pacífico, el 0% eran de otras razas y el 2.41% pertenecían a dos o más razas. Del total de la población el 3.61% eran hispanos o latinos de cualquier raza.